# Музеј Косова и Метохије
Музеј Косова и Метохије је музеј који се налази у Приштини. Основан 1949. године од стране власти у ФНР Југославији, највећи је музеј на Косову и Метохији, смештен у згради у аустроугарском стилу из 1889. године која је раније била штаб високе војне команде.
Прва је институција културног наслеђа на Косову и Метохији, основана са циљем очувања, рестаурације-конзервације и презентације покретног наслеђа на територији. Налази се у посебном објекту, како са архитектонске тачке гледишта, тако и због своје локације јер се налази у старом језгру градског центра.

## Историја
Основан 1949. године, Музеј Косова и Метохије има одељења за археологију, етнографију и природне науке, којима је 1959. године додато одељење за проучавање историје и народноослободилачке борбе. Био је активан у спонзорисању археолошких ископавања, конзервације и других научних рад.
Музеј се састоји од три дела: самог Музеја Косова и Метохије, стамбеног комплекса Емина Ђикуа где је представљена етнолошка изложба и Музеја независности. Музеј се састоји од четири сектора: археолошког, етнолошког, историјског и природног. Главна зграда музеја се састоји од 3 сале или галерије од којих једна служи као сала за сталне археолошке изложбе, али су различити експонати представљени и у унутрашњем дворишту музеја и у лапидаријуму, односно у Археолошком парку, који се налати са десне стране зграде музеја. У подрумима музеја налазе се складишта хиљада налаза, артефаката и покретних фрагмената археолошког материјала, који су систематизовани и чувани у посебним условима са посебном пажњом. У оквиру зграде, односно на трећем спрату, налази се радно окружење Археолошког института Косова и Метохије, научно-стручне институције одговорне за археолошка истраживања.